# За Віру, Царя та Батьківщину

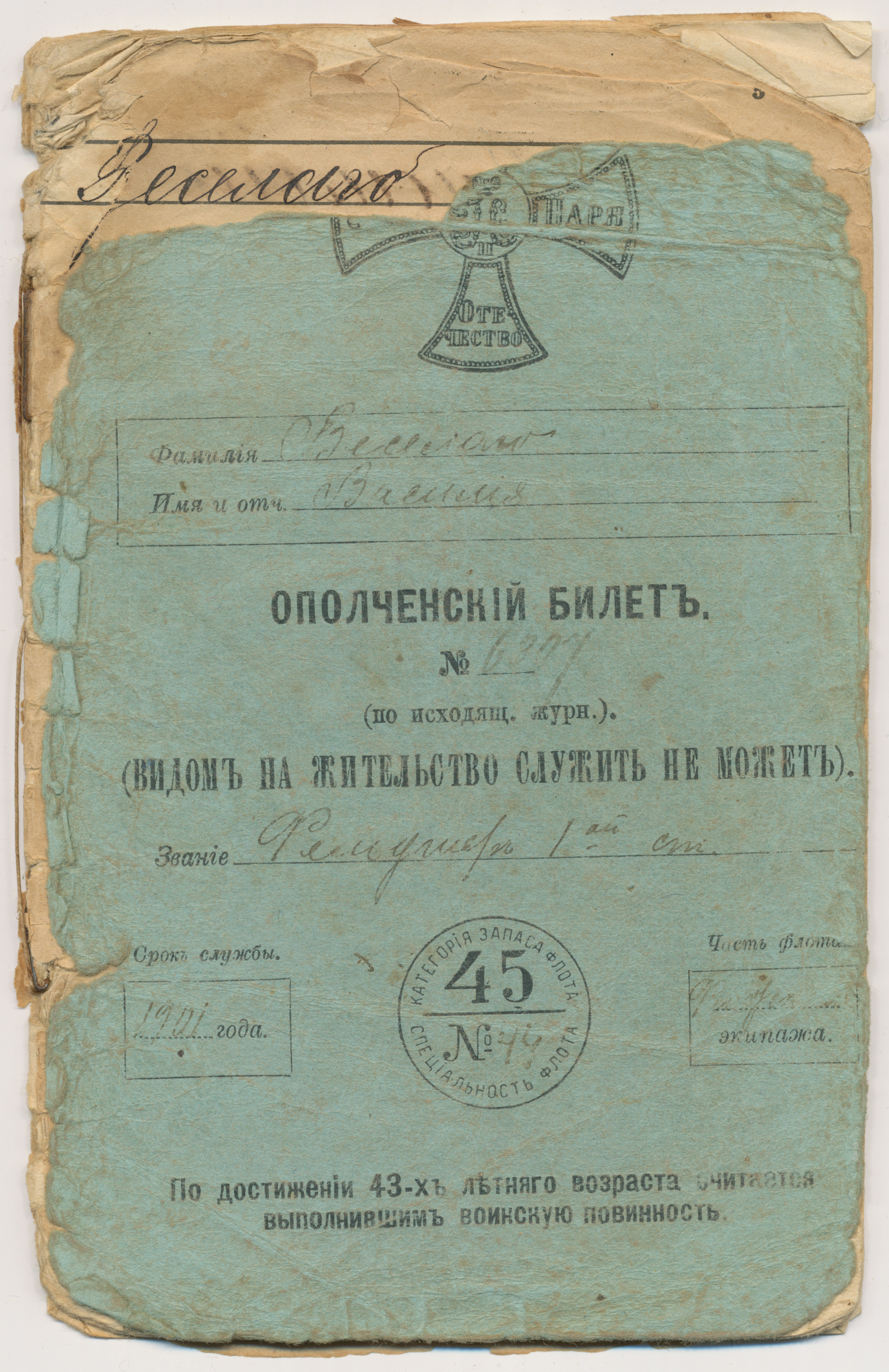
Ополченський квиток із девізом зразка 1901 Василя Веселаго

За Віру/Бога, Царя та Батьківщину (рос. За Веру/Бога, Царя и Отечество) — російський девіз, поширений у період Російської імперії. У такому вигляді оформився у XIX столітті.

## Значення
Традиційно позначав основні заповіді, які мав знати російський офіцер, що загинув на війні: душу - Богу, серце - жінці, обов'язок - Батьківщині, честь - нікому.
Девіз імовірно заснований на девізі За віру і вірність (малася на увазі вірність монарху), який був зображений на Ордені Андрія Первозванного, заснованого Петром I. Медаль з тим же девізом заснована 23 травня 1833 указом Миколи I, але відомий тільки один випадок вручення цієї нагороди.

## Історія
Авторство невідоме (деякими приписується комусь із роду дворян Юр'євських), але вважається, що поширенням та популярності його послужило введення в регулярні війська посади полкового священика. 
В 1812 девіз «За віру і царя» введений на знак Державного ополчення Імператора Олександра I - Ополченський хрест.
Девіз геральдично відбитий у прийнятому в 1882 Великому державному гербі Російської імперії.
Згодом девіз став використовуватися повсюдно, включаючи чорносотенські та монархічні кола.
Існувала також змінена версія девізу, запропонована Сергієм Уваровим, міністром народної освіти, вона звучала « Православ'я, самодержавство, народність».
В даний час девіз використовується у праворадикальних російських націоналістів та сучасних монархістів.

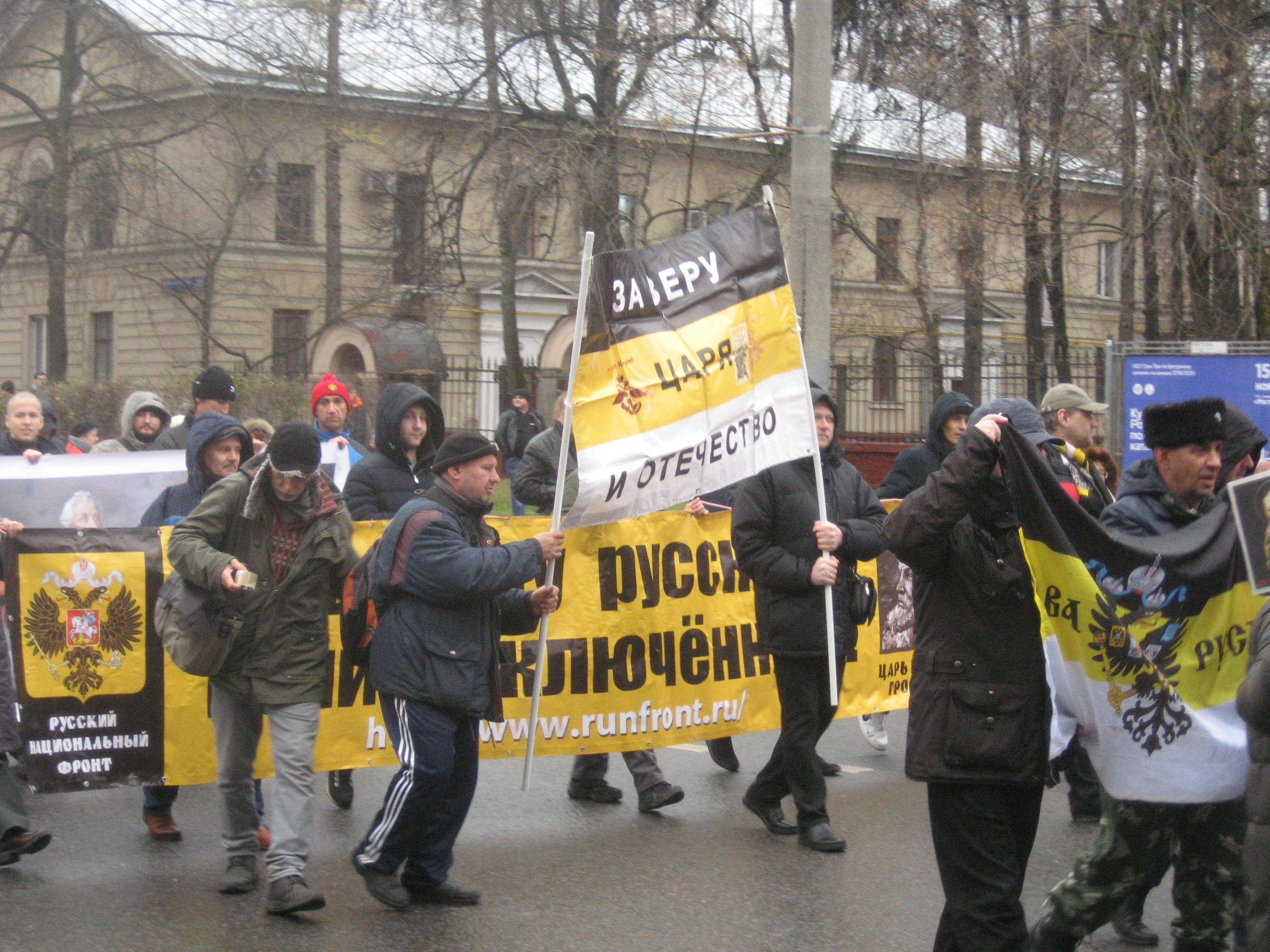
Плакат на Російському марші 2019 у Москві

## Друковані видання
У 1930-ті в Королівстві Югославія виходили одноденні газети «За Віру, Царя та Батьківщину»:
- 31 серпня (13 вересня) 1934 у Белграді випущено номер з нагоди десятиліття прийняття він Е. І. В. Государем Імператором Кирилом Володимировичем титулу Імператора Всеросійського та десятиліття заснування Корпусу імператорської армії та флоту (редактор Б. Б. Фіногєєв, видавець Л. Князєв)
- 15 (28) липня 1939 в Белграді випущено номер з нагоди п'ятнадцятиріччя заснування Корпусу імператорської армії та флоту